# طريح الفراش

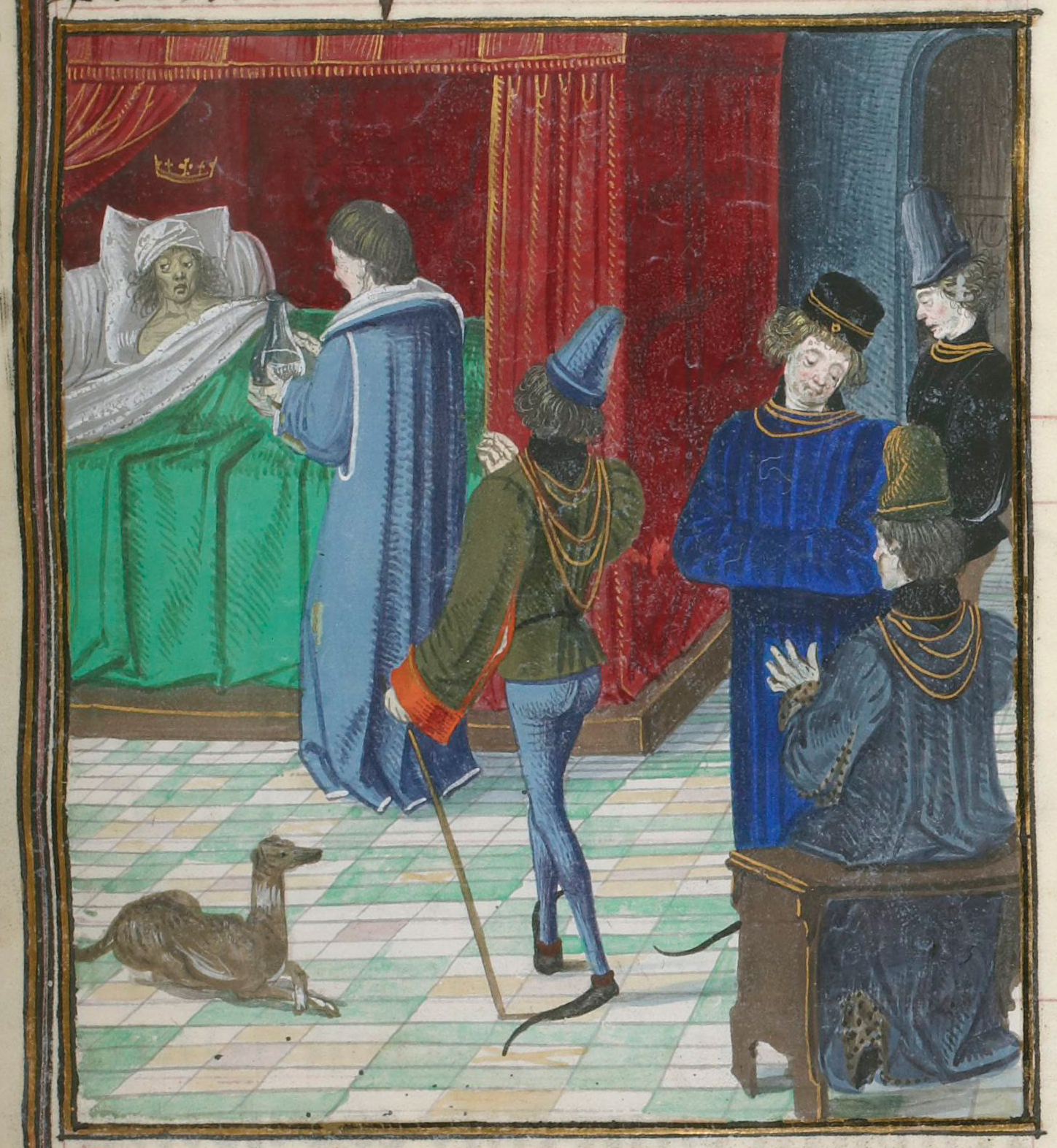

طريح الفراش أو ملازم السرير (بالإنجليزية: Bedridden)‏ هو مُصطلح يُقصد به شَكل من أشكال الراحة اللاإرادية (غير الطوعية) في الفراش. يرتبط عدد من الأخطار الطبية مع الاستلقاء لمدة طويلة.
وَجدت دراسة هندية حول الرِعاية المُقدمة لطريحي الفِراش في المنزل، أنَّ أفراد العائلات يشكلون حوالي 82% من مُقدمي الرعاية، وقد تم الإبلاغ عن مُعدل مُرتفع من المُضاعفات مِثل قرحة فراش وعدوى الجهاز البولي.

## الراحة في الفراش
علاج طبي تطوعي لا يزال يستخدم حتى اليوم للمساعدة في علاج الأمراض. الآراء الحالية أنه بلا فائدة لمعظم الحالات التي تمت دراستها. لا يزال من الممكن وصف الراحة في الفراش للنساء الحوامل، إلا أنها تعتبر الآن خطيرة؛ إذ يمكن أن تصاب بمضاعفات تتعلق بالتغذية.

## الوقاية
من بين التوصيات للوقاية من مضاعفات البقاء في الفراش اتباع نظام غذائي صحي ومتوازن يحتوي على ما يكفي من السعرات الحرارية والبروتين اللازمين للصحة المثلى. وإذا كان الشخص مقيدًا في الفراش، فإن تغيير وضعه كل ساعتين على الأقل يمكن أن يساعد في منع المضاعفات بالإضافة إلى تغيير الأغطية وأغطية السرير فورًا إذا كانت متسخة، وكذلك استخدام العناصر التي يمكن أن تساعد في تقليل الضغط، مثل الوسائد أو الحشوات الرغوية. 